# Бережай
Бережай (карел. Berezai) — село в Кесовогорском районе Тверской области, входит в состав Стрелихинского сельского поселения. 

## Географическое положение
Село расположено на берегу реки Бережайка в 15 км на запад от центра поселения деревни Стрелиха и в 33 км на юго-запад от райцентра посёлка Кесова Гора.

## История
Каменная Церковь Рождества Пресвятой Богородицы в селе была построена в 1799 году на средства бывшего "армии прапорщика" помещика Исаия Лукина "с помощью церковной суммы". 
В конце XIX — начале XX века село входило в состав Радуховской волости Бежецкого уезда Тверской губернии.
С 1929 года село являлось центром Бережайского сельсовета Бежецкого района Бежецкого округа Московской области, с 1935 года — в составе Калининской области, с 1954 года — в составе Борисовского сельсовета, с 2005 года — в составе Стрелихинского сельского поселения.

## Население
| 1859 | 2010 |
| ---- | ---- |
| 65   | ↘1   |

## Достопримечательности
В селе расположена недействующая Церковь Рождества Пресвятой Богородицы (1799).